# براد كولبيبر
براد كولبيبر (بالإنجليزية: Brad Culpepper)‏ هو محامي أمريكي، ولد في 8 مايو 1969 في تالاهاسي في الولايات المتحدة.

## وصلات خارجية
- براد كولبيبر على موقع مرجع كرة القدم المحترفة.كوم (الإنجليزية)